# Allen Garfield
Allen Garfield, nome artístico de Allen Goorwitz (Newark, 22 de novembro de 1939 — Los Angeles, 7 de abril de 2020) foi um ator de cinema e ator de televisão norte-americano.
Em 7 de abril de 2020, morreu vítima das complicações da COVID-19, aos 80 anos de idade.